# گرسموربیش
گرسموربیش (به آلمانی: Großmürbisch) یک منطقهٔ مسکونی در اتریش است که در ناحیه گوسینگ واقع شده‌است. گرسموربیش ۲۷۳ نفر جمعیت دارد.